# Nelson Espinoza
Nelson Francisco Espinoza Díaz (n. Doñihue, Región de O'Higgins, Chile, 22 de septiembre de 1995) es un futbolista chileno que se desempeña como portero y actualmente milita en Deportes Copiapó de la Primera B de Chile.

## Trayectoria

### Universidad de Chile
Formado en las divisiones inferiores de Universidad de Chile, fue ascendido al primer equipo en el segundo semestre de 2013 bajo la dirección técnica de Marco Antonio Figueroa y pasó a ser el tercer portero después de Johnny Herrera y Luis Marín. 
Ante las ausencias de alguno de esos porteros, Espinoza estuvo en banca en algunos partidos del Torneo de Apertura 2013, Clausura 2014, Copa Chile 2013-14, Copa Sudamericana 2013 y Copa Libertadores 2014, sin disputar minutos en cancha. 
Debuta oficialmente en la «U» el día 15 de mayo de 2014 por Copa Chile edición 2014-15, siendo titular ante Audax Italiano, partido que finalizó con empate a un gol.
Debido a la lesión de Johnny Herrera y a que Fernando de Paul, reciente contratación del cuadro azul, aún se recuperaba de una operación de rodilla, Espinoza, tercer arquero de la U, tuvo la posibilidad de debutar en Primera División el día 13 de agosto de 2016 en la victoria 2-4 de Universidad de Chile en condición de visitante sobre San Luis de Quillota por la 3° fecha del Torneo de Apertura de ese año.
El 27 de agosto del mismo año, hizo su debut en un Clásico universitario, enfrentando a Universidad Católica en el Estadio Nacional Julio Martínez Prádanos. Lamentablemente, no fue una buena tarde para Universidad de Chile, ya que fueron derrotados por 3-0, en un deslucido partido del equipo en general.

### San Luis de Quillota
Tras no ser considerado por Ángel Guillermo Hoyos, entrenador de Universidad de Chile, es enviado a préstamo a San Luis de Quillota para disputar el Torneo de Transición 2017 y sumar experiencia en Primera División.

### Magallanes
En el año 2019, tras el regreso del préstamo a San Luis, donde descendió de categoría, se anuncia que Espinoza es refuerzo de Magallanes por toda la temporada 2019.

### Regreso a Universidad de Chile
En el año 2020, y tras la salida de Johnny Herrera del cuadro azul, Espinoza regresa al conjunto universitario, donde pelea el puesto de segundo arquero con Cristóbal Campos.

### O'Higgins
En marzo de 2021, O'Higgins anuncia su fichaje en calidad de cedido hasta el fin de la temporada 2021.

### Deportes Copiapó
El 21 de febrero de 2022, Club de Deportes Copiapó anuncia su llegada para la temporada 2022 del campeonato de Primera B. En 2023 redebuta en Primera división con el recién ascendido Deportes Copiapó.

## Selección nacional

### Selección Sub-20
En enero de 2015, el entonces técnico de la Selección chilena Sub-20, Hugo Tocalli, incluyó a Espinoza en la nómina de 23 jugadores que viajaron a Uruguay para disputar el Sudamericano Sub-20 de 2015, certamen en el cual no sumó minutos, siendo Chile eliminando en primera fase, tras tres derrotas y sólo un triunfo en dicho torneo.
| Torneo                      | Sede    | Resultado    | Partidos | Goles |
| --------------------------- | ------- | ------------ | -------- | ----- |
| Sudamericano Sub-20 de 2015 | Uruguay | Primera fase | 0        | 0     |

## Estadísticas
| Club                         | Div.             | Temporada        | Liga  | Liga  | Copas nacionales | Copas nacionales | Torneos internacionales | Torneos internacionales | Total | Total |
| Club                         | Div.             | Temporada        | Part. | Goles | Part.            | Goles            | Part.                   | Goles                   | Part. | Goles |
| ---------------------------- | ---------------- | ---------------- | ----- | ----- | ---------------- | ---------------- | ----------------------- | ----------------------- | ----- | ----- |
| Universidad de Chile · Chile | 1.ª              | 2013-14          | —     | —     | —                | —                | —                       | —                       | 0     | 0     |
| Universidad de Chile · Chile | 1.ª              | 2014-15          | —     | —     | 4                | -5               | —                       | —                       | 4     | -5    |
| Universidad de Chile · Chile | 1.ª              | 2015-16          | —     | —     | —                | —                | —                       | —                       | 0     | 0     |
| Universidad de Chile · Chile | 1.ª              | 2016-17          | 3     | -6    | 1                | -1               | —                       | —                       | 4     | -7    |
| Universidad de Chile · Chile | 1.ª              | 2020             | —     | —     | —                | —                | —                       | —                       | 0     | 0     |
| Universidad de Chile · Chile | Total club       | Total club       | 3     | -6    | 5                | -6               | 0                       | 0                       | 8     | -12   |
| San Luis · Chile             | 1.ª              | 2017             | —     | —     | 1                | -2               | —                       | —                       | 1     | -2    |
| San Luis · Chile             | 1.ª              | 2018             | 2     | -4    | 0                | 0                | —                       | —                       | 2     | -4    |
| San Luis · Chile             | Total club       | Total club       | 2     | -4    | 1                | -2               | 0                       | 0                       | 3     | -6    |
| Magallanes · Chile           | 2.ª              | 2019             | 9     | -9    | 1                | -3               | —                       | —                       | 10    | -12   |
| Magallanes · Chile           | Total club       | Total club       | 9     | -9    | 1                | -3               | 0                       | 0                       | 10    | -12   |
| O'Higgins · Chile            | 1.ª              | 2021             | 11    | -17   | —                | —                | —                       | —                       | 11    | -17   |
| O'Higgins · Chile            | Total club       | Total club       | 11    | -17   | 0                | 0                | 0                       | 0                       | 11    | -17   |
| Deportes Copiapó · Chile     | 2.ª              |                  |       |       |                  |                  |                         |                         |       |       |
| Deportes Copiapó · Chile     | 2.ª              | 2022             | 2     | 0     | —                | —                | —                       | —                       | 2     | 0     |
| Deportes Copiapó · Chile     | 1.ª              | 2023             | 8     | -5    | —                | —                | —                       | —                       | 10    | -5    |
| Deportes Copiapó · Chile     | Total club       | Total club       | 10    | -5    | 0                | 0                | 0                       | 0                       | 12    | -5    |
| Total en carrera             | Total en carrera | Total en carrera | 35    | -41   | 7                | 11               | 0                       | 0                       | 44    | -52   |
| 1. 2.                        |                  |                  |       |       |                  |                  |                         |                         |       |       |

## Palmarés

### Campeonatos nacionales
| Título                    | Club                 | País  | Año    |
| ------------------------- | -------------------- | ----- | ------ |
| Primera División          | Universidad de Chile | Chile | 2014-A |
| Supercopa de Chile        | Universidad de Chile | Chile | 2015   |
| Copa Chile                | Universidad de Chile | Chile | 2015   |
| Primera División de Chile | Universidad de Chile | Chile | 2017-C |

### Distinciones individuales
| Distinción                                         | Año  |
| -------------------------------------------------- | ---- |
| Mejor atajada Fútbol chileno en la Gala Crack Easy | 2023 |